# Alcathoe leucopyga
Alcathoe leucopyga is een vlinder uit de familie wespvlinders (Sesiidae), onderfamilie Sesiinae.
Alcathoe leucopyga is voor het eerst wetenschappelijk beschreven door Bryk in 1953. De soort komt voor in het Neotropisch gebied.